# Provincia di Jülich-Kleve-Berg
La provincia di Jülich-Kleve-Berg (in lingua tedesca: Provinz Jülich-Kleve-Berg) fu una provincia del Regno di Prussia esistita dal 1815 al 1822.
La provincia fu creata dopo il Congresso di Vienna nel 1815, quando alla Prussia fu assegnata la Renania. La Prussia già possedeva territori in Renania dal 1803, come il Ducato di Jülich e Berg, l'ex Elettorato di Colonia è l'ex Città Libera Imperiale di Colonia. Dopo il Congresso, la Prussia unì queste terre con le nuove acquisizioni nella regione - il Ducato di Kleve, la contea di Mark e parti del Ducato di Gheldria e della Contea di Moers – per formare la provincia prussiana di Jülich-Kleve-Berg, con Colonia come capitale.
Le terre possedute dai ducati uniti di Jülich-Kleve-Berg formavano la maggioranza delle terre in questa nuova provincia: da qui il nome dato alla provincia stessa.
Il 22 giugno 1822, per ordine del governo prussiano, la provincia fu fusa insieme al vicino Granducato del Basso Reno, per formare la Provincia del Reno.